# Lemesos (distrikt)
Distrikt Lemesos je jedním ze šesti kyperských distriktů. Hlavní město je Lemesos. Součástí distriktu jsou i zámořská území Spojeného království, Akrotiri a Dekelia, ležící na poloostrově Akrotiri. V distriktu žije 235 330 obyvatel.